# أبوسوم سيبيا قصير الذيل
أبوسوم سيبيا قصير الذيل (الاسم العلمي:Monodelphis adusta)، هو نوع من الأبوسوم يتواجد في كولومبيا والإكوادور وبنما وبيرو وفنزويلا.